# Абіу
Абіу (Pouteria caimito) — плодове листопадне дерево заввишки до 10 м з коричневою корою і глянцевим овально-довгастим або еліптичним листям, що походить з верхів'я Амазонки та передгір'я Анд.
Культивується в Перу, Еквадорі, Бразилії, Колумбії, Венесуелі і на Тринідаді, його стиглі плоди (овальні або круглі, завдовжки 4 — 10 см з блідо-жовтою шкіркою та ароматною білою слизуватою солодкою м'якоттю з 1 — 4 довгастими коричневими насінинами) їстівні у свіжому вигляді.